# Masten (Döbeln)
Masten ist ein Stadtteil von Döbeln im Landkreis Mittelsachsen in Sachsen.

## Geographie

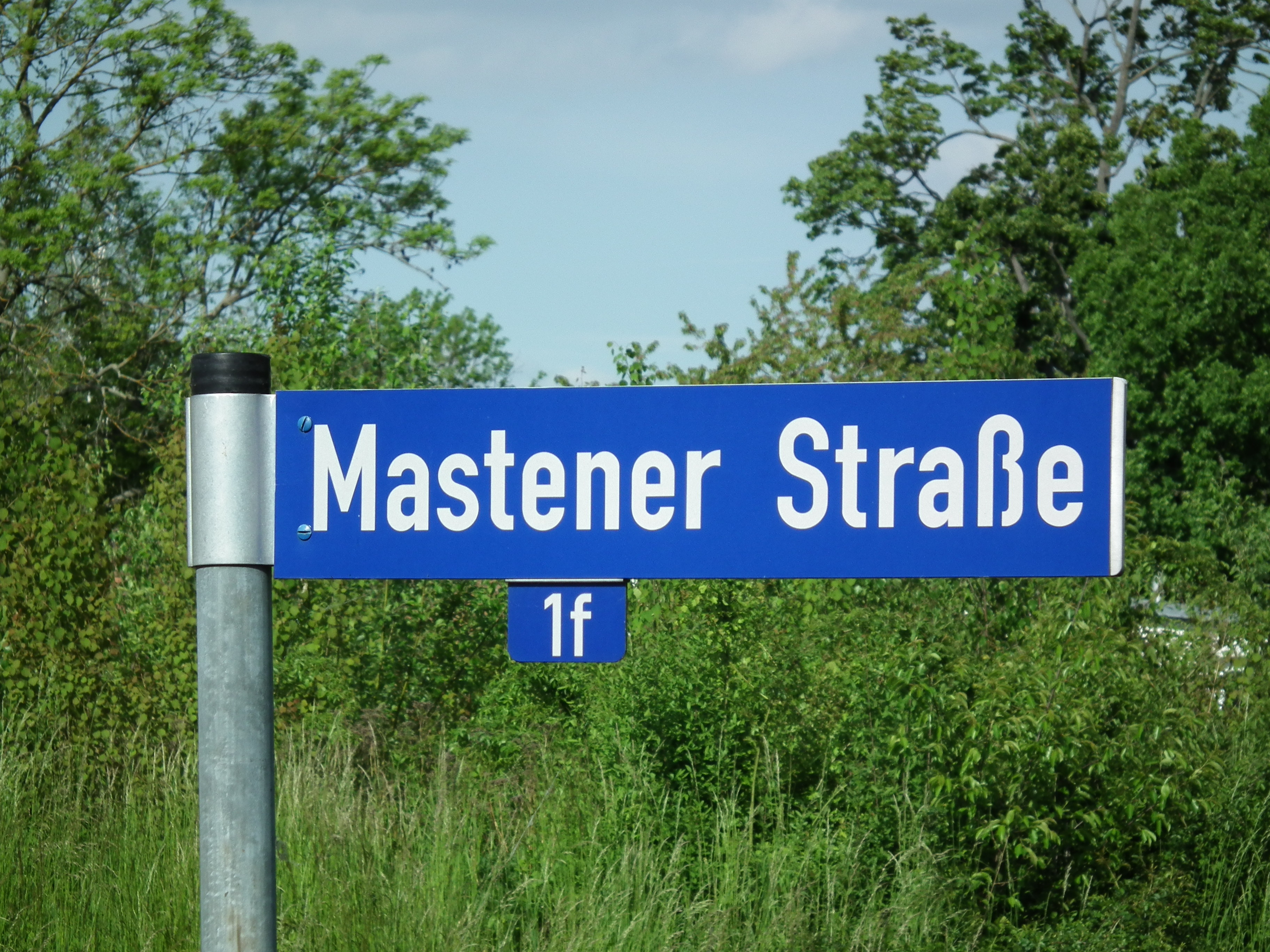
Die Mastener Straße führt von Döbeln in seinen Stadtteil

Masten liegt rund 1,5 km westlich von Döbeln auf etwa 166 m an der B 175. Zwischen Döbeln und Masten liegt Keuern, südlich von Döbeln ist Stockhausen, nordwestlich Technitz und Schweta. Masten selbst wird im Norden uns Süden von Bahnlinien begrenzt.

## Geschichte

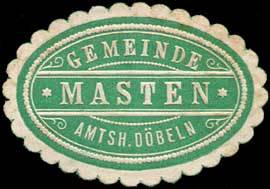
Siegelmarke der Gemeinde Masten

Masten wurde spätestens 1334 erstmals als Mosten erwähnt. Die gleiche Namensform ist auch für die Jahre 1445 (gemeinsam mit Mastin), 1466 und 1547 belegt. 1378 und 1791 wurde die Ortschaft als Masten geführt und war bereits seit 1547 dem Rat zu Döbeln zugehörig. Masten war zunächst nach Technitz gepfarrt und gehört heute zur Kirchgemeinde Technitz-Ziegra. 1378 gehörte der Ort zum castrum Meißen, später zu den Ämtern Meißen und Leisnig, dem Gerichtsamt, der Amtshauptmannschaft und dem (Land-)Kreis Döbeln, bis dieser im heutigen Landkreis Mittelsachsen aufging.
1950 wurde Masten nach Döbeln eingemeindet. Heute ist der Ort laut Hauptsatzung kein offizieller Orts- oder Stadtteil mehr.
| Jahr          | 1834 | 1871 | 1890 | 1910 | 1925 | 1939 | 1946 |
| ------------- | ---- | ---- | ---- | ---- | ---- | ---- | ---- |
| Einwohnerzahl | 77   | 255  | 434  | 718  | 696  | 803  | 842  |

1547/51 lebten in Masten 7 besessene Mann und 15 Inwohner; 1764 waren es 5 besessene Mann, 1 Gärtner und 4 Häusler. 1925 waren 679 Einwohner Lutheraner, 17 waren andersgläubig, darunter war ein Katholik.

## Belege
1. 1 2  Masten – HOV | ISGV. Abgerufen am 27. Dezember 2023.
2. ↑  Große Kreisstadt Döbeln: Hauptsatzung der Großen Kreisstadt Döbeln. 5. November 2015, abgerufen am 27. Dezember 2023.